# 루카 유리치치
루카 유리치치(1996년 11월 25일 ~ )는 보스니아 헤르체고비나의 축구 선수이다. 포지션은 공격수이다. 현재 FC 퓨니크 소속이다. K리그 등록명은 유리치치였다.